# Zasulla (obwód połtawski)
Zasulla (ukr. Засулля) – wieś na Ukrainie, w obwodzie połtawskim, w rejonie łubieńskim, siedziba hromady. W 2023 liczyła 3307 mieszkańców.